# Ángel Maximiliano Ordoñez Sigcho
Ángel Maximiliano Ordoñez Sigcho (* 15. Januar 1972 in Saraguro, Provinz Loja) ist ein ecuadorianischer römisch-katholischer Geistlicher und Weihbischof in Quito.

## Leben
Ángel Maximiliano Ordoñez Sigcho absolvierte zunächst ein Studium an der Universidad Nacional de Loja, das er als Wirtschaftsingenieur abschloss. Anschließend studierte er Philosophie und Katholische Theologie am Priesterseminar in Quito. Am 27. Juni 2007 empfing er das Sakrament der Priesterweihe für das Erzbistum Quito.
Ordoñez Sigcho war zuerst als Ausbilder am Kleinen Seminar in Quito und als Bischofssekretär tätig. Daneben erwarb er an der Päpstlichen Katholischen Universität von Ecuador ein Lizenziat im Fach Katholische Theologie. Später wirkte Ángel Maximiliano Ordoñez Sigcho als Pfarrer der Pfarrei San Pedro in Cumbayá und als beigeordneter Sekretär der Ecuadorianischen Bischofskonferenz.
Am 17. Oktober 2022 ernannte ihn Papst Franziskus zum Titularbischof von Phelbes und zum Weihbischof in Quito. Der Erzbischof von Quito, Alfredo Espinoza Mateus SDB, spendete ihm am 10. Dezember desselben Jahres in der Pfarrkirche La Dolorosa in Quito die Bischofsweihe; Mitkonsekratoren waren der Apostolische Nuntius in Ecuador, Erzbischof Andrés Carrascosa Coso, und der Erzbischof von Guayaquil, Luis Gerardo Cabrera Herrera OFM.